# 杰米·克莱顿
杰米·克莱顿（英語：Jamie Clayton，1978年1月15日—）是一位美国跨性别女演员和模特儿。克莱顿生于美国加利福尼亚州圣迭戈，高中毕业后到纽约发展，成为化妆师，还做过模特儿，曾被《纽约观察家报》称为“纽约第二美女”。2010年时，克莱顿已学过表演课程，并和演员兼电视制作人拉維恩·考克斯共同主持了VH1真人秀节目《改变我吧》。之后她开始对电视业产生兴趣，逐渐涉足影视表演。2011年，克莱顿出演HBO电视剧《大器晚成》，拉开表演生涯序幕。2015年，她开始主演沃卓斯基姐妹导演的科幻电视剧《超感猎杀》，饰演主角诺米·马克斯（Nomi Marks），逐渐在全球范围打响名气。2022年，克莱顿成為首位飾演《養鬼吃人》系列電影反派針頭鬼的女演員。

## 早年经历
克莱顿于1978年在加利福尼亚州圣迭戈出生，出生时生理性别为男性。她的父亲霍华德（Howard）是刑事辩护律师，母亲雪莉（Shelley）是活动策划人。:1克莱顿自幼就厌恶自己的身体和腿间的男性器官，也一直知道自己与众不同，但对跨性别并不了解，在中学期间还曾认为自己是男同性恋者:1。她的性格总是十分女性化，自称“任何见过我的人都不会把我当成一个男人”:1，在学校期间也曾被人欺负。克莱顿在初中期间成绩优异，数学和科学课程都获得过最高奖项，但她害怕前往普通高中上学，于是毕业后进入了专门为辍学生开设的磁力學校就读。她在这期间仍然保持出色的成绩，而且从不惹祸。:1
高中毕业后，19岁的克莱顿搬到了纽约，希望在这里开创事业成为化妆师:1。同一年中，克莱顿对自己的跨性别身份有了认识，也了解到了跨性别荷尔蒙疗法，开始了性别转变的过程:1。她开始服用激素、做了隆胸，賺錢准备手术:1。2003年4月16日，克莱顿在亚利桑那州图森接受了性别重置手术，手术由托比·梅尔泽医生主刀，效果极为成功。之后她还做了一系列的整形手术，全部手术耗资超过50,000美元。:1-2

## 事业

### 早期事业
搬到纽约之后，克莱顿成为化妆师:2。2008年时，她已经进入了特效化妆行业，还参与了独立电影《水蝮蛇》（Cottonmouth）的特效化妆团队:2。在同年的一次采访中，《纽约观察家报》撰稿人斯宾塞·摩尔根（Spencer Morgan）称克萊頓為“纽约第二美女”。从此她开始在跨性别群体和网络中获得一定的知名度，还被一些跨性别人士视为模范。:1在这次采访之后，她受邀参加了美国模特儿泰雅·賓絲主持的脱口秀节目，还接受了CBS新闻合作媒体Logo TV的采访:1。

### 2010－2014：初涉影视
2010年时，克莱顿已经开始在纽约参加表演训练课程，并结识了演员兼电视制作人拉維恩·考克斯:1。考克斯之后选中她参加自己制作的真人秀节目《改造我吧》（TRANSform Me）:1。节目于2010年2月在VH1频道首播，由考克斯和克莱顿等三位跨性别女性主持。三人在每期节目中为一位順性別女性参加者提供时尚建议和造型改造。这是美国主流电视史上首个围绕三位跨性别女性展开的节目，播出后获得好评:1，还获得2011年美国同性恋者反诋毁联盟旗下同志媒体奖“最佳真人秀节目”的提名。节目主题突出“外在”和“内在”的转变。克莱顿称自己作为跨性别者，深知转变的艰难，因此愿意在节目中将自己的经验分享给别人，感觉这是“在做正确的事情”。她称自己在此之前习惯于低调隐藏自己，从未想过踏入演艺圈，但透過这一节目开始对主持产生了兴趣。此后，克莱顿在表演导师布拉德·卡尔卡泰拉（Brad Calcaterra）的建议下，开始涉足情景表演，也参加过很多影视剧试镜，但未曾获得重要角色。
在此之后，克莱顿还做过模特儿。她参加了美国时装设计师杰里米·斯科特2011年的秋冬新品发布活动，并在其广告中做代言。她还曾加入艺术摇滚乐队兼表演团体。
2011年，克莱顿参演了HBO电视剧《大器晚成》的第三季。该季于2011年10月首播，是克莱顿参演的首部主要影视作品。她在剧中饰演一位尚未做过变性手术的跨性别女性“凯拉”（Kyla），共有两集戏份。剧组在一篇报道中了解到克莱顿和她上课的表演工作室，于是通过工作室主动邀请她试镜，很快就给了她这一角色。在当时的美国电视剧中，跨性别女演员出演跨性别角色仍属罕见，克莱顿希望能借此让更多人了解这一群体。美国娱乐网站E!编辑马克·迈尔金（Marc Malkin）称赞克莱顿在剧中的表演“出色、感人，有时甚至让人心碎”。该剧制作人亦曾考虑将这一角色继续加入剧集第四季成为男主角的固定女友，但剧集第三季完结后遭HBO取消。同年，克莱顿獲美国LGBT杂志《Out》评选为“Out100”年度LGBT人物之一。
参演《大器晚成》之前，克莱顿还在兼职化妆师和模特儿，但之后她开始将事业重心转移到表演上。2012年，克莱顿主演了互动网络剧。这部剧集获得了当年黄金时段创意艺术艾美奖“最佳互动媒体创意成就－原创互动电视节目”的奖项。此后，克莱顿相继参演了喜剧《家有后爹》和LGBT主题网络剧《來去匆匆》（Hustling）。2014年，她主演了女同性恋题材网络剧的试播集，首次饰演顺性别女性角色。试播集於當年播出，但之后因资金不足而未能继续拍摄，直到2018年才拍成完整的一季網路劇。

### 2015－至今：主演《超感猎杀》，事业突破
2015年起，克莱顿开始主演沃卓斯基姐妹自编自导的Netflix科幻剧集《超感猎杀》，饰演八位主角之一的诺米·马克斯（Nomi Marks）。马克斯在剧中是一位跨性别女同性恋者，职业是政治博客写手兼黑客活动家。该剧首季于2015年6月播出，在全球范围获得巨大成功，还获得了次年同志媒体奖的“最佳剧情类电视剧”奖项。克莱顿也凭此一举成名。她在2012年听说这部电视剧之后就有意参演，希望能借此和沃卓斯基姐妹合作；一年后，剧集选角工作开始，克莱顿经试镜获得这一角色。这是沃卓斯基姐妹创作的第一个跨性别角色，也是克莱顿演艺生涯至此获得的最重要的角色。剧中没有着重刻画马克斯的性别转变过程，克莱顿认为这一点尤为可贵。她希望能让观众了解到这一角色本身不只是跨性别者，而是普通的人，在性别转变之外有更多的其他方面值得关注。克莱顿还认为剧中马克斯和女友之间的恋情积极健康而又反传统，是对固守传统恋爱观的人“竖起的中指”。美国流行文化杂志《石板》撰稿人大卫·莱维斯利（David Levesley）认为克莱顿在这部电视剧中“对角色投入了智慧和真情”，尤其称赞她在谈论自己性别认知的一场独白中“表演感染力极强......让人不忍心看下去”。The Verge娱乐评论人布莱恩·毕肖普（Bryan Bishop）更是称克莱顿是《超感猎杀》“跳动的心脏”。毕肖普认为她“柔弱而出色”的表演将诺米·马克斯塑造成一个与观众有共鸣的角色，使沃卓斯基姐妹能超越单纯的理性探讨，进而给剧集灌输真正的灵魂。克莱顿随后继续出演了剧集的第二季和剧终完结特别篇。
2015年，克莱顿为美国作家亚历克斯·基诺创作的跨性别题材儿童小说《乔治》录制了有声书。她还参演了2016年上映的惊悚电影《霓虹恶魔》，在其中饰演“选角导演”一角。之后克莱顿客串出演了加拿大罪案类电视剧《作案动机》第三季，还为Netflix动画剧集《马男波杰克》第三季客串配音。2017年，克莱顿又先后出演了根据挪威作家尤·奈斯博小说《雪人》改编的同名惊悚电影，以及大卫·马丁·波拉斯（David Martín Porras）执导的惊悚片，後者於2019年7月在美國首映並直接以隨選視訊方式發行，且片名改為。另外，她還為BioWare開發的電子遊戲《質量效應：仙女座》配音，聲演角色吉恩·贾森（Jien Garson）。2019年，克莱顿在Netflix政治剧集《指定倖存者》的第三季中飾演莎夏·布克（Sasha Booker），並加入Showtime電視網電視劇《拉字至上：Q世代》的演出陣容。2020年，克萊頓參演電視劇《新墨西哥外星戀》的第二季，亦將擔任HBO Max心理驚悚電視劇《紅鳥小路》（Red Bird Lane）的八位主角之一，但後者僅製作了試播集。2022年，克萊頓在《養鬼吃人》系列電影的重啟作《養鬼吃人》裡飾演反派教士（Priest，又稱針頭鬼），是首位詮釋該角色的女性演員，有評論認為她的跨性别者身分可對應到教士的兩性化設定。影評人稱讚克萊頓的演出，她也入圍了瘋哥利牙電鋸獎最佳配角獎。
2021年6月，克萊頓確認將演出Netflix的北欧神话題材動畫劇集《Twilight of the Gods》，該劇由查克·史奈德主創。

## 个人生活
克莱顿在2011年接受采访时曾表示，不愿公开谈论自己的私人情感生活。对于自己跨性别的身份，克莱顿认为社会一直以来将跨性别者视为“不正常”，她本人则坚信“我们都是一样的人类，不存在所谓的‘正常’”。克莱顿还认为当前社会已经逐渐能够理解跨性别者，她对这一变化趋势很满意，也支持公众更多地以积极态度关注跨性别者。克莱顿也希望媒体和公众认识到跨性别者也是普通人，除性别之外还有很多其他方面，不能只以一个“跨性别”的标签简单概括。
克莱顿做化妆师期间，曾在纽约卡伦-洛德社区医疗中心（Callen-Lorde Community Health Center）做过志愿工作。这一医疗中心主要为LGBT群体及艾滋病毒感染者和艾滋病患者提供各种健康服务，克莱顿每月在这里与化妆工作室一起教顾客和病患护理皮肤，希望能借此让他们提升自信感。

## 作品

### 电视
| 年份       | 片名                     | 角色                          | 备注                     |
| ---------- | ------------------------ | ----------------------------- | ------------------------ |
| 2010       | 《改造我吧》（TRANSform Me）         | 她自己                        | 真人秀，三位主持人之一   |
| 2011       | 《大器晚成》             | 凯拉（Kyla）                      | 出演两集                 |
| 2012       | 《》                     | 米歇尔（Michelle）                    |                          |
| 2012       | 《家有后爹》             | 卡拉·费弗斯（Carla Favers）               | 出演一集                 |
| 2013       | 《來去匆匆》（Hustling）         | 娜迪亚（Nadya）                    | 出演一集                 |
| 2014       | 《》                     | 妮娅姆（Niamh）                    | 試播集                   |
| 2015－2018 | 《超感猎杀》             | 诺米·马克斯（Nomi Marks）               |                          |
| 2016       | 《作案动机》             | 艾弗里·鲍曼（Avery Bowman）               | 出演一集                 |
| 2016       | 《马男波杰克》           | 棚中女子/驴妈妈               | 動畫劇集，配音，出演一集 |
| 2018       | 《》                     | 妮娅姆                        | 網路劇，出演試播集《》   |
| 2019       | 《指定倖存者》           | 莎夏·布克（Sasha Booker）                 | 循環角色，出演第三季     |
| 2019－2023 | 《拉字至上：Q世代》      | 泰絲（Tess）                      | 循環角色，出演26集       |
| 2020       | 《新墨西哥外星戀》       | 葛蕾斯·鮑威爾/查莉·卡麥隆（Grace Powell/Charlie Cameron） | 循環角色，出演第二季     |
| 2020       | 《平等》                 | 克麗絲汀·喬根森               | 紀實節目                 |
| 2020       | 《紅鳥小路》（Red Bird Lane）         | 潔西卡（Jessica）                    | 試播集                   |
| 2024年     | 《Twilight of the Gods》 | 女巫（The Seid-Kona）         | 動畫劇集，配音           |

### 电影
| 年份 | 片名                             | 角色         | 备注                   |
| ---- | -------------------------------- | ------------ | ---------------------- |
| 2016 | 《霓虹恶魔》                     | 选角导演     |                        |
| 2017 | 《雪人》                         | 埃达（Edda）     |                        |
| 2019 | 《》                             | 莱恩医生（Dr. Ryan） | 前稱《》，隨選視訊發行 |
| 2020 | 《揭開面紗：好萊塢的跨性別人生》 | 本人         | 紀錄片                 |
| 2022 | 《養鬼吃人》                     | 針頭鬼       |                        |

### 遊戲
| 年份 | 名稱                 | 角色      | 备注 |
| ---- | -------------------- | --------- | ---- |
| 2017 | 《质量效应：仙女座》 | 吉恩·贾森 |      |

### 其他
| 年份 | 名稱          | 角色   | 备注              |
| ---- | ------------- | ------ | ----------------- |
| 2015 | 《乔治》      | 不適用 | 錄製有声书        |
| 2022 | 《Paperless》 | 敘事者 | Podcast，出演一集 |